# Улица Льва Толстого (Хабаровск)
Улица Льва Толстого — улица в историческом центре Хабаровска, проходит от улицы Карла Маркса параллельно руслу Амура и за улицей Серышева заканчивается в жилом квартале.

## История

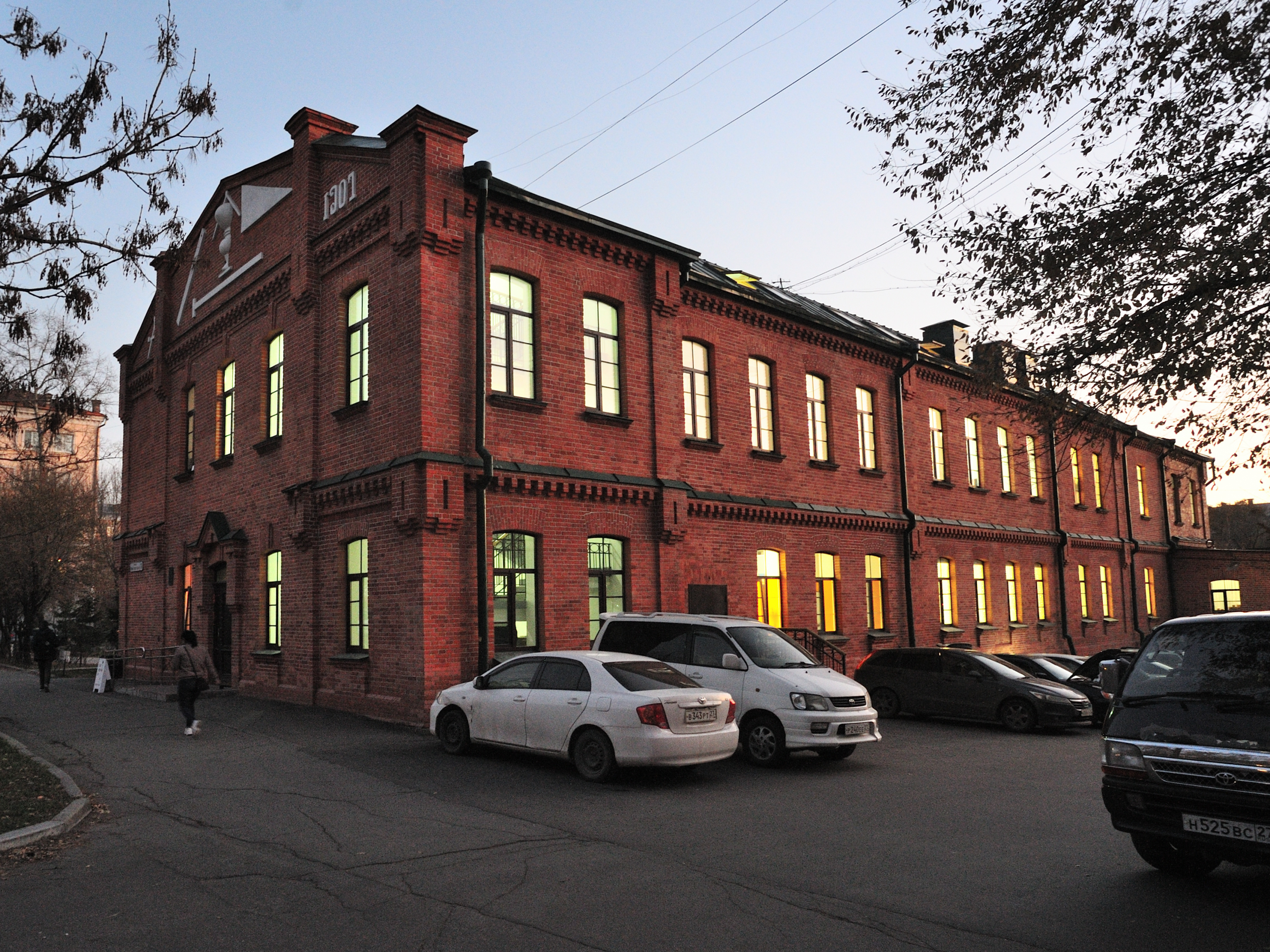
Льва Толстого, 3

Историческое название — Линейная, Иннокентьевская, первоначально пересекала весь город, в 1910 году участок от Загородной улицы до Нового базара был поименован в память великого русского писателя Льва Толстого (1828—1910)
В 1884 году, с переводом из Николаевска-на-Амуре тогда — в Хабаровку — штаба Приамурского военного округа, на Сенной площади Хабаровки было решено строить здание для Военно-топографического отдела, строительство было окончено в следующем году, однако, уже через 10 лет стала очевидной необходимость перестроить это здание в камне. Этому послужил пожар деревянного дома военных топографов Восточно-Сибирского Округа в Иркутске, когда сгорело множество ценнейших документов. Строительство началось весной 1897 года рядом с прежним местом, но по различным причинам: первоочередное сооружение здания окружного штаба на Лисуновской (ныне — Комсомольской) улице и казарм для прибывающих войск гарнизона (ныне Волочаевский городок), вооруженный конфликт с Китаем (Боксерское восстание 1900—1901 гг.), было окончено лишь к концу 1902 года, первоначально оно было одноэтажным, через пять лет здание было надстроено вторым этажом. При советской власти топографический отдел был переведён в Читу, помещения заняли части Красной армии, с конца 1920-х годов здесь была открыта типография, одно время здесь печаталась краевая газета «Тихоокеанская звезда», потом размещался краевой промторг.

## Достопримечательности
д. 3 — Здание военно-топографического отдела
д. 22 — Хабаровский краевой дворец культуры профсоюзов

## Известные жители

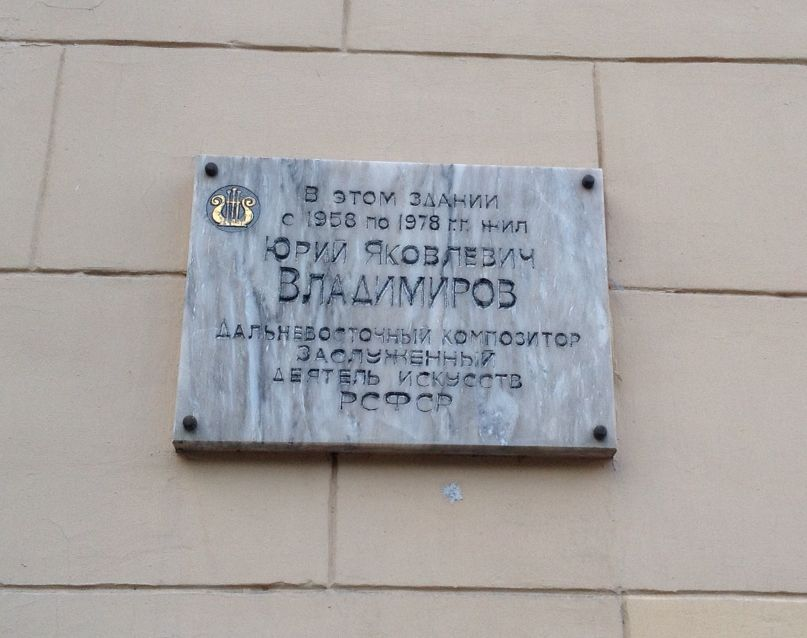
Мемориальная доска Ю. Владимирову

На доме № 1 по ул. Льва Толстого в 1996 году установлена мемориальная доска:
В этом здании с 1958 по 1978 г.г. жил Юрий Яковлевич Владимиров дальневосточный композитор заслуженный деятель искусств РСФСР